# Gianluca Prestianni
Gianluca Prestianni Gross (Ciudadela, 31 januari 2006) is een Argentijns voetballer die bij voorkeur als vleugelspeler speelt. Hij tekende in 2024 voor Benfica.

## Clubcarrière
Prestianni speelde in de jeugdopleiding van Vélez Sarsfield en debuteerde in 2022 in het eerste elftal. In januari 2024 maakte Benfica de komst van Prestianni bekend. Hij tekende een contract tot 2029.